# گانگوداپیتیا
گانگوداپیتیا (به لاتین: Gangodapitiya) یک منطقهٔ مسکونی در سری‌لانکا است که در استان مرکزی (سری‌لانکا) واقع شده‌است.